# Gomphionema typicum
Gomphionema typicum är en rundmaskart som beskrevs av Wieser Asd Hopper 1966. Gomphionema typicum ingår i släktet Gomphionema och familjen Cyatholaimidae. Inga underarter finns listade i Catalogue of Life.